# Дуглас, Арчибальд, 4-й граф Дуглас
Арчибальд Дуглас («Неудачник») (англ. Archibald Douglas «the Tyneman», 1372 — 17 августа 1424), 4-й граф Дуглас (с 1400 г.), герцог Туренский (с 1424 г.) — шотландский барон из рода Дугласов.

## Биография
Арчибальд Дуглас был старшим сыном Арчибальда «Свирепого», 3-го графа Дугласа. Из-за того, что Арчибальд Дуглас почти всегда терпел поражения в сражениях, он получил прозвище «Неудачник».
В 1400 молодой граф успешно защищал Эдинбург от войск английского короля Генриха IV. В 1402 г. Дуглас принял участие в аресте герцогом Олбани наследника шотландского престола Давида Стюарта, окончившегося смертью принца. Дуглас, однако, был объявлен королём Робертом III невиновным в этом убийстве.
Вместе с другими шотландскими баронами Дуглас принимал активное участие в грабительских рейдах на северо-английские графства. Во время одного из таких походов в 1402 г. шотландская армия была разбита англичанами в битве при Хомильдон-Хилле. Дуглас попал в плен к Генри Перси. Победитель отказался выдать Дугласа английскому королю и, видимо, предложил Арчибальду участвовать в планируемом Перси восстании против Генриха IV. Восстание, однако, окончилось полным провалом: в битве при Шрусбери Генри Перси был разбит королевскими войсками и убит. Дуглас, вновь оказавшись на стороне побежденных, попал в плен к королю Англии.
Временно освобожденный Генрихом IV под обязательство о возвращении в Англию и поклявшийся в верности английскому королю, Дуглас в 1409 г. нарушил своё слово и отказался возвратиться в английский плен. Это было связано с реставрацией графа Данбара, старого противника Дугласов в южной Шотландии. За согласие на реставрацию Данбаров Дуглас получил Аннандейл. После смерти правителя Шотландии герцога Олбани в 1420 г. Дуглас активно содействовал освобождению шотландского короля Якова I из английского плена, рассчитывая с его помощью сокрушить мощь семьи Олбани.
Возобновившиеся в 1417 г. военные действия с Англией вновь толкнули Дугласа в военные походы. Однако, успех ему не сопутствовал: осада Роксборо провалилась, а экспедиция во Францию, за участие в которой Дуглас получил от дофина Карла титул герцога Туренского, закончилась разгромом шотландцев в битве при Вернее в 1424 г. В этом сражении граф Дуглас погиб.

## Семья и дети
Арчибальд Дуглас был женат на Маргарите Стюарт (? — 1451), старшей дочери короля Шотландии Роберта III Стюарта и Арабеллы Драммонд. Их дети:
- Арчибальд Дуглас (1390—1439), 5-й граф Дуглас (1424—1439), регент Шотландии (1437—1439)
- Элизабет Дуглас (? — ок. 1451), 1-й муж с 1413 года — Джон Стюарт (ок. 1380—1424), 2-й граф Бьюкен, 2-й муж — Томас Стюарт (ок. 1420 — ок. 1435), сын Александра Стюарта (ок. 1375—1435), графа Мара (1426—1435), 3-й муж — Уильям Синклер (1410—1484), 3-й граф Оркнейский (1420—1470)
- Уильям Дуглас (род. до 1401)
- Джеймс Дуглас (? — 17 августа 1424)